# Franco Sosa
Franco Sebastián Sosa (Monteros, 4 april 1981) is een Argentijnse voetballer (verdediger) die sinds 2011 voor de Boca Juniors uitkomt. Voordien speelde hij in zijn geboorteland voor Gimnasia y Esgrima de Jujuy en Racing Club de Avellaneda en in Frankrijk voor FC Lorient.